# Sunshine Hart
Pour les articles homonymes, voir Hart.
Sunshine Hart, née le 6 juillet 1886 à Indianapolis et morte le 3 janvier 1930 à Los Angeles en Californie, est une actrice américaine.

## Filmographie sélective
- 1923 : Suivons la piste (A Man About Town) de George Jeske
- 1927 : L'Envers du cinéma (en) (Crazy to Act) d'Earle Rodney
- 1927 : La Petite Vendeuse (My Best Girl) de Sam Taylor
- 1928 : The Best Man de Harry Edwards
- 1929 : Midnight Daddies de Mack Sennett